# 玛尔约·马蒂凯宁-卡尔斯特伦
玛尔约·马蒂凯宁-卡尔斯特伦（芬蘭語：Marjo Matikainen-Kallström，1965年2月3日—），芬兰女子越野滑雪运动员。她曾代表芬兰参加1984年和1988年冬季奥林匹克运动会越野滑雪比赛。